# Jung Sun-min
Jung Sun-min (12 de outubro de 1974) é uma basquetebolista profissional sul-coreana.

## Carreira
Jung Sun-min integrou a Seleção Sul-Coreana de Basquetebol Feminino em Pequim 2008, terminando na oitava posição.

## Títulos
- Jogos Asiáticos de 2002: 2º Lugar